# I Can Transform Ya
I Can Transform Ya è un brano musicale di Chris Brown, estratto come primo singolo dall'album Graffiti. La canzone figura la partecipazione di Lil Wayne e Swizz Beatz, che è anche produttore del singolo. Il brano fa espliciti riferimenti (anche nel video) al franchise dei giocattoli Transformers, riportati in auge nel periodo della pubblicazione del brano dai film Transformers e Transformers - La vendetta del caduto
Il video musicale prodotto per il brano è stato diretto dal regista Joseph Kahn. Oltre a Chris Brown, Lil Wayne e Swiss Beatz, nel video compare anche l'attore Tyrese Gibson, protagonista della serie di film Transformers.

## Tracce
Promo - CD-Single
1. I Can Transform Ya - 3:49

## Classifiche
| Classifica (2009)         | Posizione massima |
| ------------------------- | ----------------- |
| Australia                 | 21                |
| Canada                    | 54                |
| Irlanda                   | 21                |
| Nuova Zelanda             | 7                 |
| Regno Unito               | 26                |
| Regno Unito (R&B)         | 9                 |
| Stati Uniti               | 20                |
| Stati Uniti (R&B/hip-hop) | 11                |